# Christian Rohde (Eishockeyspieler)
Christian Rohde (* 3. Oktober 1982 in Füssen) ist ein ehemaliger deutscher Eishockeytorwart, der in der Deutschen Eishockey Liga bei den Augsburger Panthern, Hannover Scorpions, Duisburger Füchsen aktiv war sowie in der  2. Eishockey-Bundesliga respektive DEL2 für den EV Ravensburg und SC Bietigheim-Bissingen spielte.

## Karriere
Christian Rohde begann seine Karriere als Eishockeyspieler in seiner Heimatstadt in der Nachwuchsabteilung des EV Füssen, für dessen Seniorenmannschaft er in der Saison 1999/2000 sein Debüt in der viertklassigen Eishockey-Regionalliga gab. Von 2000 bis 2002 stand der Torwart bei den Augsburger Panthern aus der Deutschen Eishockey Liga zwischen den Pfosten. Parallel kam er für deren zweite Mannschaft in der vierten Spielklasse zum Einsatz. Zur Saison 2002/03 schloss er sich dem SC Bietigheim-Bissingen aus der 2. Eishockey-Bundesliga an. Die folgende Spielzeit begann er bei den Hannover Scorpions in der DEL und beendete sie bei den Straubing Tigers in der 2. Bundesliga. Von 2004 bis 2008 lief er für die Füchse Duisburg auf – zunächst ein Jahr lang in der 2. Bundesliga und ab 2005 drei Jahre lang in der DEL. In diesem Zeitraum kam er zudem zu Einsätzen für das DEL-Team Krefeld Pinguine, die Hannover Indians aus der drittklassigen Eishockey-Oberliga sowie für den Zweitligisten Heilbronner Falken. 
Zur Saison 2008/09 wurde Rohde vom EV Ravensburg aus der 2. Bundesliga verpflichtet, bei dem er bis 2016 meist Stammtorwart war. Aufgrund einer Vielzahl von Verletzungen entschloss er sich 2016 zum Karriereende.